# بنجامين إس. بارنز
بنجامين إس. بارنز (بالإنجليزية: Benjamin S. Barnes)‏ هو سياسي أمريكي، ولد في 30 مارس 1975 في بيوريا في الولايات المتحدة. حزبياً، نشط في الحزب الديمقراطي. وقد انتخب عضو مجلس النواب لولاية ماريلند.

## وصلات خارجية
- الموقع الرسمي